# مكاك أروناشال
مكاك أروناشال (الاسم العلمي:Macaca munzala ) (بالإنجليزية: Arunachal macaque)‏ هو نوع من الحيوانات يتبع جنس السعدان المكاك من فصيلة سعادين العالم القديم.